# Timothy Mwitwa
Timothy Mwitwa (ur. 21 maja 1968, zm. 27 kwietnia 1993 u wybrzeży Gabonu) – zambijski piłkarz występujący na pozycji napastnika. Był członkiem reprezentacji, która zginęła w katastrofie lotniczej u wybrzeży Gabonu. Był graczem klubu Nkana FC. W drużynie narodowej grał co najmniej od 1989 roku.